# Marc Hennerici

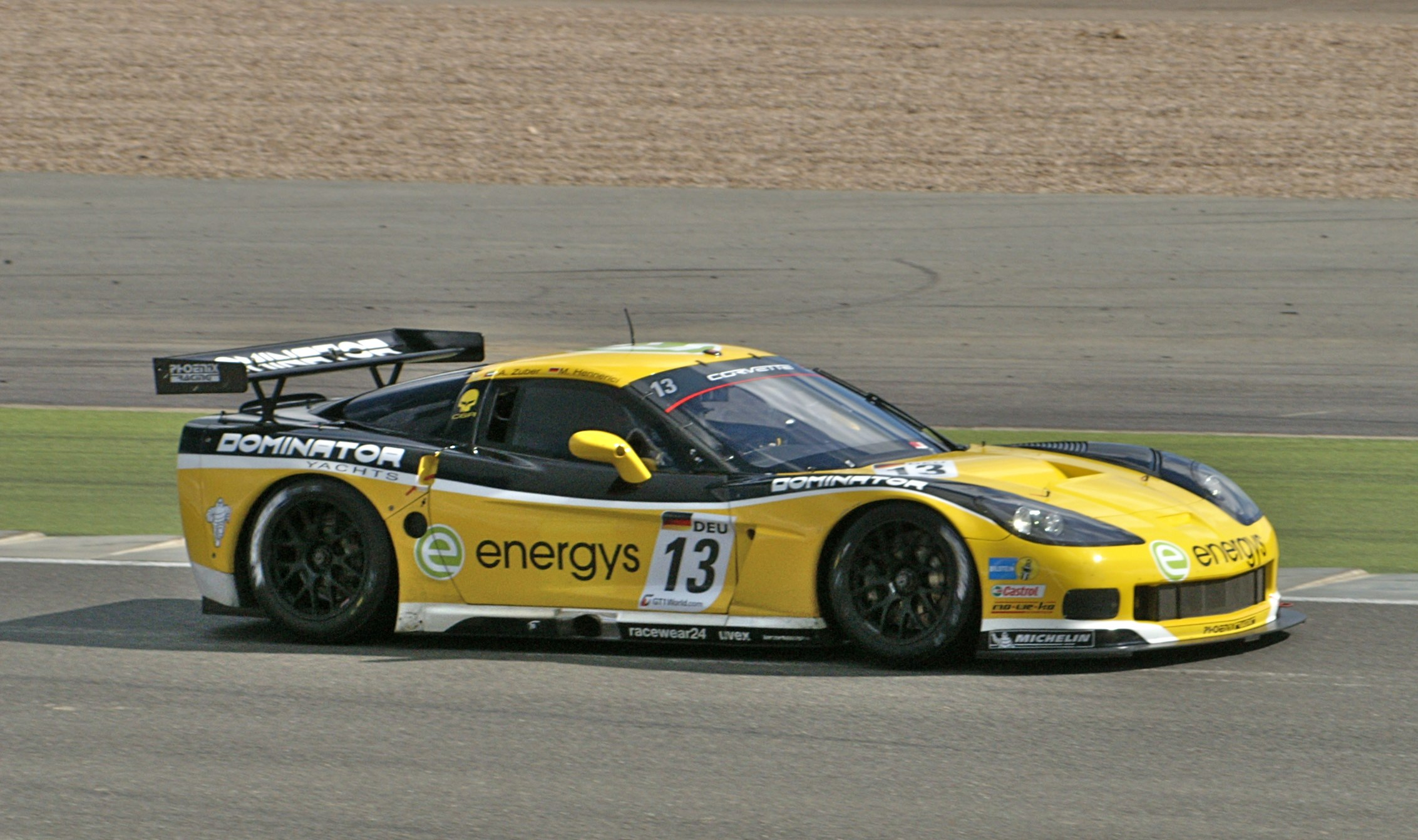
Phoenix Racings Chevrolet Corvette Z06 körd av Marc Hennerici och Andreas Zuber under Silverstone Super Cars 2010.

Marc Hennerici, född 10 maj 1982 i Mayen, är en tysk racerförare

## Racingkarriär
Hennerici tävlade i Formel BMW innan han började med standardvagnsracing år 2003. Säsongen 2005 körde han för Wiechers-Sport i World Touring Car Championship med en BMW 320i och vann privatförarcupen. År 2010 körde han tillsammans med Andreas Zuber i FIA GT1 World Championship.